# Anisaspis
Anisaspis és un gènere d'aranyes migalomorfes de la família dels paratropídids (Paratropididae). Fou descrit per primera vegada el 1892 per Simon. L'any 2017, el World Spider Catalog reconeixia només una espècie, Anisaspis tuberculata, que viu a l'illa de Saint Vincent, a Saint Vincent i les Grenadines, al mar Carib.
Hi ha una espècie sinònima: Anisaspis bacillifera Simon, 1892.